# لومفلوکساسین
لومفلوکساسین هیدروکلراید(به انگلیسی: Lomefloxacin hydrochloride) (تحت نام‌های تجاری Maxaquin ،Okacyn ،Uniquin در کشورهای انگلیسی زبان  فروخته می‌شود) یک آنتی‌بیوتیک فلوروکینولونی است که برای درمان عفونت‌های باکتریایی از جمله برونشیت و عفونت ادراری استفاده می‌شود . همچنین از این ماده برای پیشگیری از عفونت ادراری قبل از عمل جراحی نیزاستفاده می‌شود.
این دارو در سال ۱۹۸۳ ثبت اختراع شد و در سال ۱۹۸۹ برای مصارف پزشکی تایید گردید. 